# Rhombognathus seminotatus
Rhombognathus seminotatus is een mijtensoort uit de familie van de Halacaridae. De wetenschappelijke naam van de soort is voor het eerst geldig gepubliceerd in 2000 door Bartsch.